# Freida Pinto

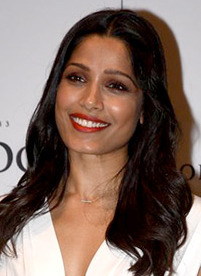
Freida Pinto (2017)

Freida Pinto (Hindi फ्रीडा पिंटो; * 18. Oktober 1984 in Mumbai) ist eine indische Schauspielerin, Moderatorin und Model. Einem breiten Publikum wurde sie durch die weibliche Hauptrolle in dem mit acht Oscars ausgezeichneten Spielfilm Slumdog Millionär (2008) bekannt.

## Herkunft, Familie und Studium

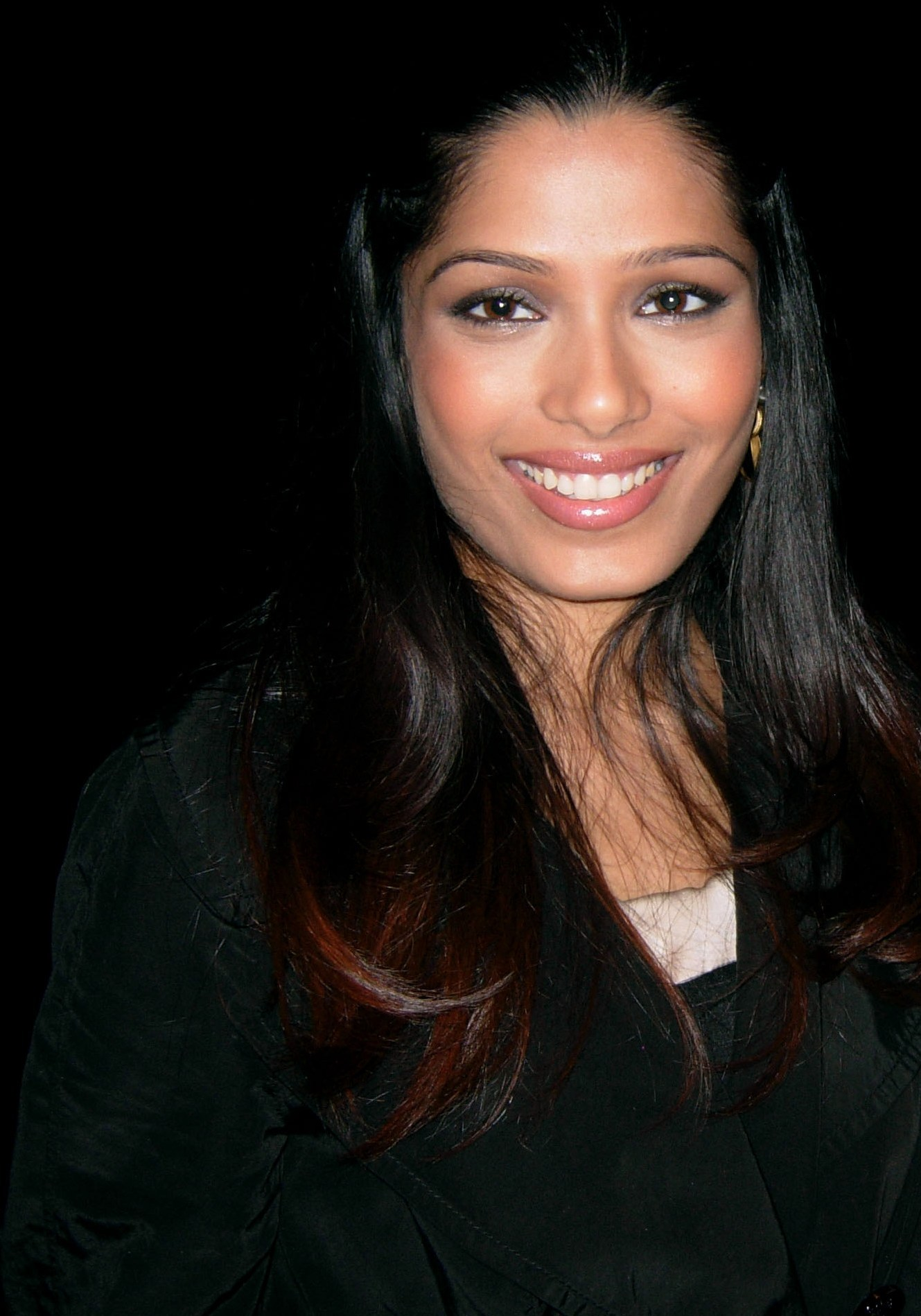
Freida Pinto (2008)

Freida Pinto wurde als zweite Tochter des Bankmanagers Frederick Pinto Neerude und der Schuldirektorin Sylvia Pinto Derebail geboren, die beide aus Mangalore stammten. Ihr Name ist portugiesischer Herkunft, ihre Familie und sie selbst sind katholisch. Pintos Schwester ist als Produzentin bei einem indischen Nachrichtensender angestellt. Pinto schloss ihr Anglistikstudium am St. Xavier’s College in Mumbai mit dem Bachelor of Arts ab.

## Karriere

### Model und Moderator-Karriere
Seit 2005 arbeitet Pinto als Model. Sie erschien in dieser Zeit unter anderem in Kampagnen für India Today, Škoda, De Beers, eBay, VisaCard, Wrigley und auf verschiedenen Titelseiten und Modenschauen. Von 2006 bis 2007 arbeitete Pinto als Moderatorin für das englischsprachige Reisemagazin Full Circle. In 52 Episoden bereiste sie im Rahmen der Sendung Ziele wie Afghanistan, die Fidschi-Inseln, Indien, Malaysia, Singapur oder Thailand. 2009, nachdem sie weltweit bereits als Schauspielerin bekannt geworden war, wurde sie als neues Gesicht von L’Oréal vorgestellt.

### Schauspielkarriere

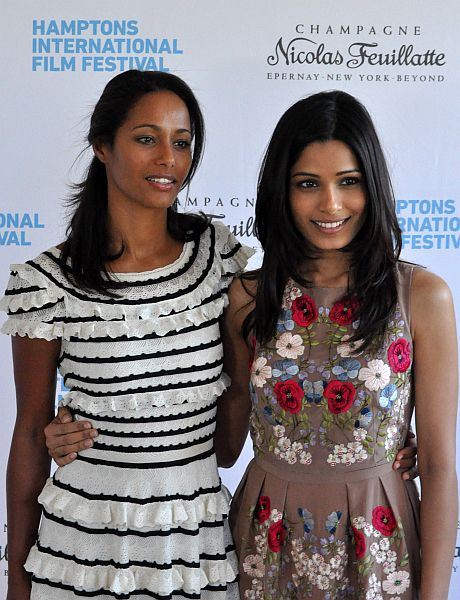
Freida Pinto mit der palästinensischen Journalistin Rula Jebreal, deren Rolle sie in dem autobiographischen Film Miral verkörperte (2010).

Ab 2007 versuchte Pinto, als Schauspielerin in der Filmindustrie Fuß zu fassen. 2008 spielte sie in dem Spielfilm Slumdog Millionär,  die weibliche Hauptrolle der großen Liebe des sechs Jahre jüngeren Dev Patel, der als Spielshow-Kandidat in der indischen Version von Who Wants to Be a Millionaire? nach dem Hauptpreis greift und sich dabei an seine Kindheit in den Armutsvierteln erinnert. 2009 wurde der Film mit zahlreichen Filmpreisen ausgezeichnet, darunter acht Oscars und einem Golden Globe Award. Pinto erhielt unter anderem eine Nominierung für den British Academy Film Award.
Nach dem Erfolg ihrer ersten Filmrolle nahm Pinto Schauspielunterricht. In den Folgejahren bekam sie Rollen in größeren Projekten. 2010 spielte sie in Woody Allens Komödie Ich sehe den Mann deiner Träume neben Anthony Hopkins, Naomi Watts, Antonio Banderas und Josh Brolin eine Musikstudentin, die wegen einer Liaison mit einem Nachbarn ihre unmittelbar bevorstehende Hochzeit absagt. Im gleichen Jahr spielte sie die Hauptrolle in dem autobiographischen Drama Miral (2010) über die Lebensgeschichte der palästinensischen Journalistin Rula Jebreal und ihre Erfahrungen mit der Ersten Intifada und der israelischen Militärbesatzung in Ostjerusalem und im Westjordanland. Regie führte Jebreals damaliger Freund, Julian Schnabel.
2011 war sie unter anderem in der jeweils weiblichen Hauptrolle in dem Science-Fiction-Film Planet der Affen: Prevolution, dem im frühen 20. Jahrhundert in Arabien angesiedelten Geschichtsdrama Black Gold und in Trishna zu sehen, wo sie eine auf dem Land lebende junge Inderin verkörpert, die eine Beziehung mit einem dominanten, kontrollierenden Mann eingeht.

## Privatleben und Wissenswertes
Von 2008 bis 2014 war Pinto mit Dev Patel, ihrem Partner aus Slumdog Millionär, liiert.
Ende April 2009 wurde Pinto, die Schauspieler wie Kate Winslet, Leonardo DiCaprio, Aamir Khan und Shahid Kapoor zu ihren Vorbildern zählt, von der US-amerikanischen Zeitschrift People unter die 100 schönsten Menschen der Welt gewählt.
Seit 2012 ist Freida Pinto Botschafterin der Kampagne „Because I am a Girl“ des Kinderhilfswerks Plan International.
Im Oktober 2020 heiratete Pinto den Fotografen Cory Tran, mit dem sie seit 2019 verlobt war. Im November 2021 kam ihr gemeinsamer Sohn zur Welt.

## Filmografie
- 2008: Slumdog Millionär (Slumdog Millionaire)
- 2010: Ich sehe den Mann deiner Träume (You Will Meet a Tall Dark Stranger)
- 2010: Miral
- 2011: Planet der Affen: Prevolution (Rise of the Planet of the Apes)
- 2011: Trishna
- 2011: Black Gold (Day of the Falcon)
- 2011: Krieg der Götter (Immortals)
- 2014: Wüstentänzer – Afshins verbotener Traum von Freiheit (Desert Dancer)
- 2015: The Gunfighters – Blunt Force Trauma (Blunt Force Trauma)
- 2015: Knight of Cups
- 2017: Guerrilla (Miniserie, 5 Folgen)
- 2017: Yamasong: March of the Hollows
- 2018: The Path (Fernsehserie, 13 Folgen)
- 2018: Love Sonia
- 2018: Mogli: Legende des Dschungels (Mowgli)
- 2019: Only
- 2020: Love Wedding Repeat
- 2020: Hillbilly-Elegie (Hillbilly Elegy)
- 2021: Intrusion
- 2021: Needle in a Timestack
- 2021: A Christmas Number One (sky)
- 2022: Mr. Malcolm’s List
- 2023: North Star

## Auszeichnungen
Black Reel Award

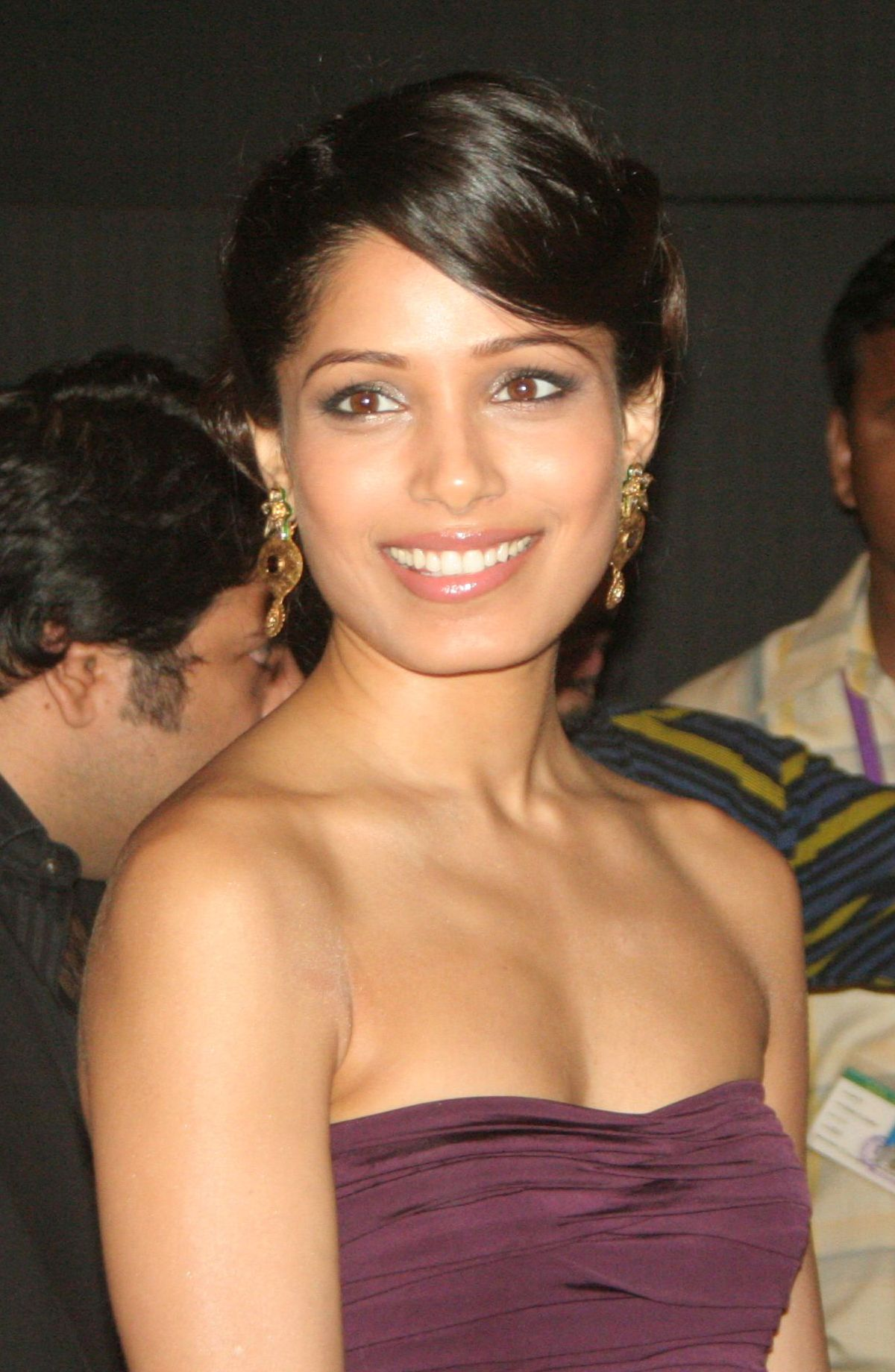
Freida Pinto (2010)

- 2008: nominiert in der Kategorie Bestes Schauspielensemble für Slumdog Millionär

British Academy Film Award
- 2009: nominiert als Beste Nebendarstellerin für Slumdog Millionär

Palm Springs International Film Festival
- 2008: Breakthrough Performance Award für Slumdog Millionär

Screen Actors Guild Awards
- 2009: Bestes Schauspielensemble für Slumdog Millionär